# 1,2-Difenilidrazina
1,2-Difenilidrazina é o composto orgânico de fórmula C12H12N2 e massa molecular 184,24. Apresenta ponto de fusão de 123-126 °C e densidade 1,158 g/cm3. É classificado com o número CAS 122-66-7, CBNumber CB4172325 e MOL File 122-66-7.mol.